# 江南花楸
江南花楸（学名：Sorbus hemsleyi）是蔷薇科花楸属的植物，是中国的特有植物。分布于中国大陆的云南、四川、浙江、安徽、广西、贵州、江西、湖北、湖南等地，生长于海拔900米至3,200米的地区，常生长在山坡干燥地疏林内和与绿阔叶树混交，目前尚未由人工引种栽培。